# Crestezul
Crestezul este o localitate dispărută în județul Brăila, Muntenia, România.

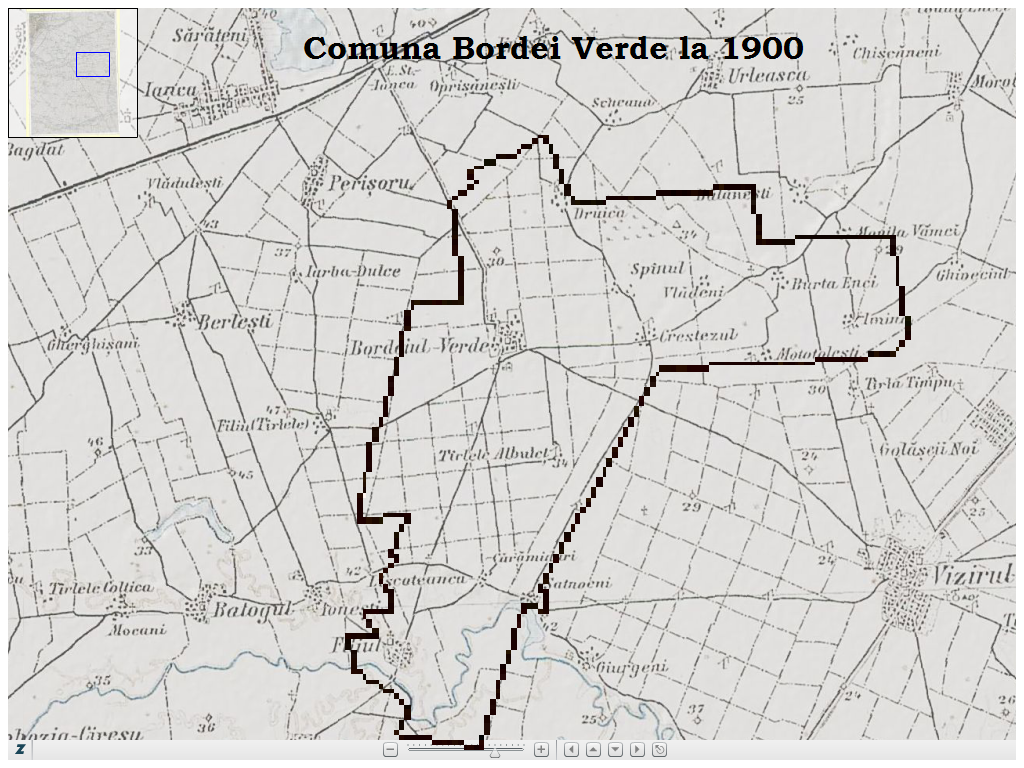
Harta comunei Bordei Verde la anul 1900

La sfârșitul secolului al XIX-lea, Crestezul era un sat component al comunei Bordei Verde aflată în plasa Balta a județului Brăila, având 27 de gospodării cu 150 locuitori.
Satul era situat la circa 4 kilometri est de Bordei Verde, pe valea omonimă.

## Istoric
Satul a dispărut la începutul secolului XX, odată cu înființarea actualului sat Constantin Gabrielescu, prin crearea unui nou amplasament, pe platou și strămutarea locuitorilor din cătunele și târlele împrăștiate pe văile înconjurătoare (Crestezul, Mototolești, Vlădeni, Spânul, Burta-Encii și Imina). Satul nou creat se va numi "Șcheaua Nouă" și va avea un plan regulat, cu străzi drepte și perpendiculare pe drumul comunal ce face legătura cu Bordei Verde. Acțiunea se desfășoară în anii 1907-1908 pe vremea când prefect al județului Brăila era juristul și profesorul Constantin Gabrielescu. Acest fapt este confirmat și de demararea în anul 1908 a demersurilor de construire a școlii din localitate.